# کاتاژینا یونگوفسکا
کاتاژینا یونگوفسکا (لهستانی: Katarzyna Jungowska؛ زادهٔ ۲۹ ژوئن ۱۹۷۸) کارگردان نمایش و بازیگر اهل لهستان است.
از فیلم‌ها یا مجموعه‌های تلویزیونی که وی در آن‌ها نقش داشته است، می‌توان به عشق اول و پان تادئوش اشاره نمود.